# Rômulo e Remo

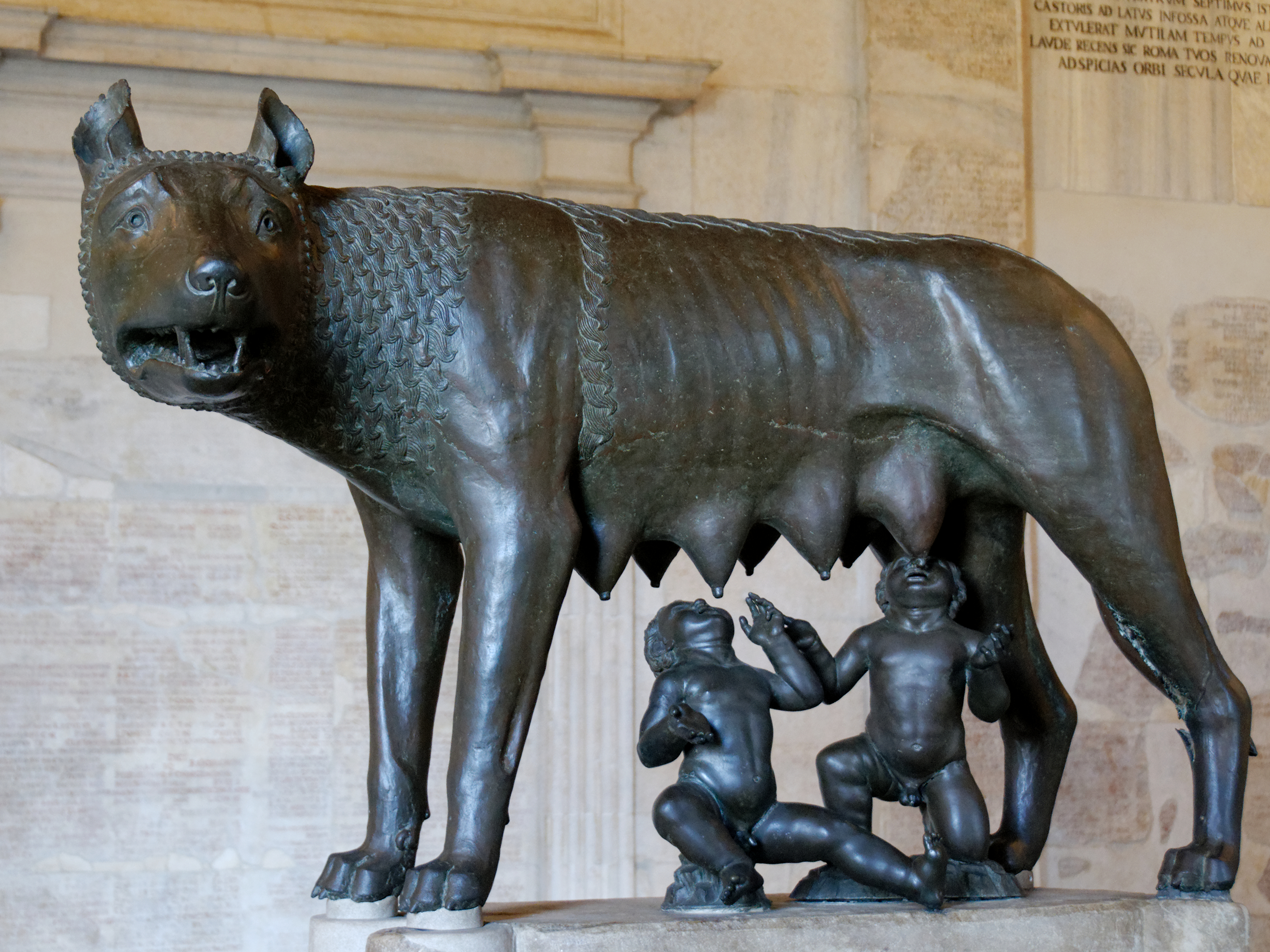
Lupa Capitolina: loba com Rômulo e Remo.
Obra medieval que imita um original etrusco
Museus Capitolinos

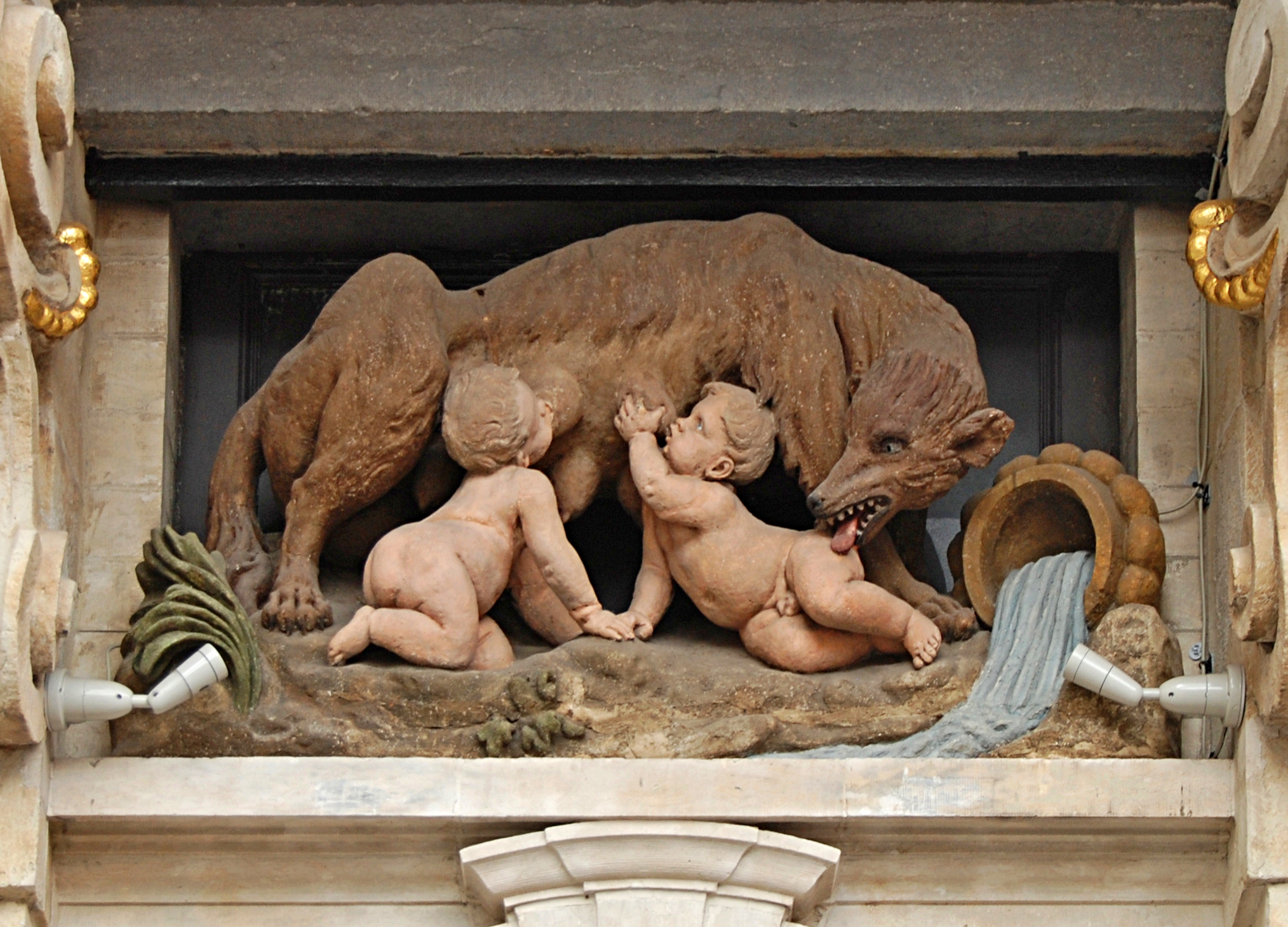
Rômulo e Remo sobre a Casa da loba na Grand-Place de Bruxelas.

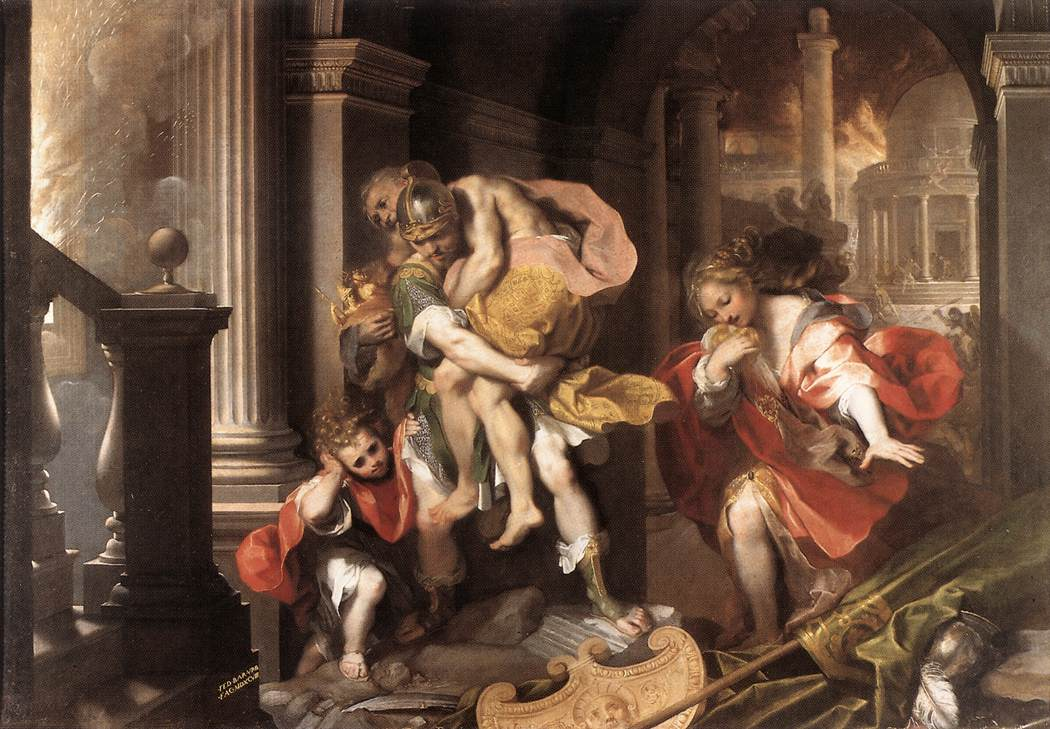
Eneias abandona Troia em chamas
Por Federico Barocci, ca. 1598
Galleria Borghese, Roma

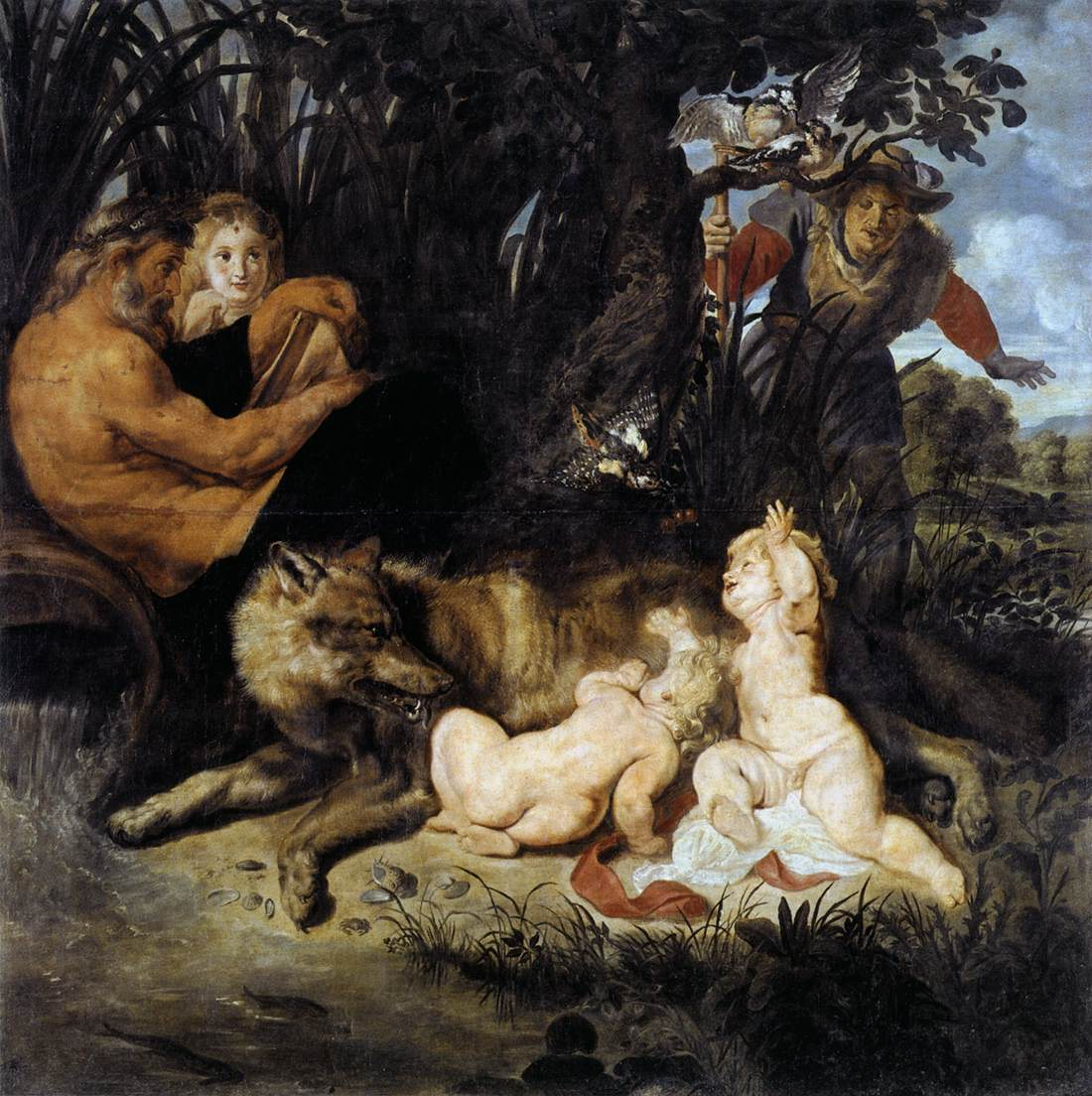
Rômulo e Remo
Por Peter Paul Rubens, ca 1615-1616
Museus Capitolinos, Roma

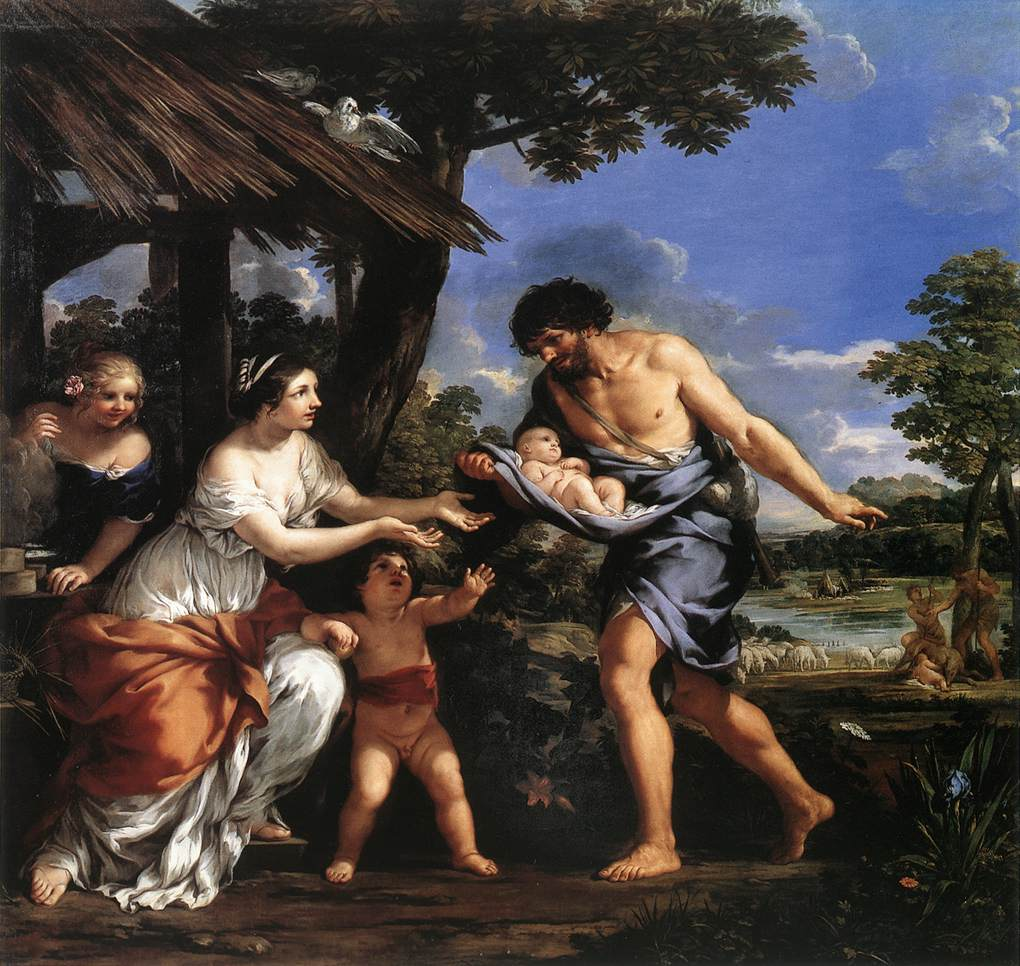
Rômulo e Remo abrigados por Fáustulo
Por Pietro de Cortona, ca. 1643, Museu do Louvre, Paris

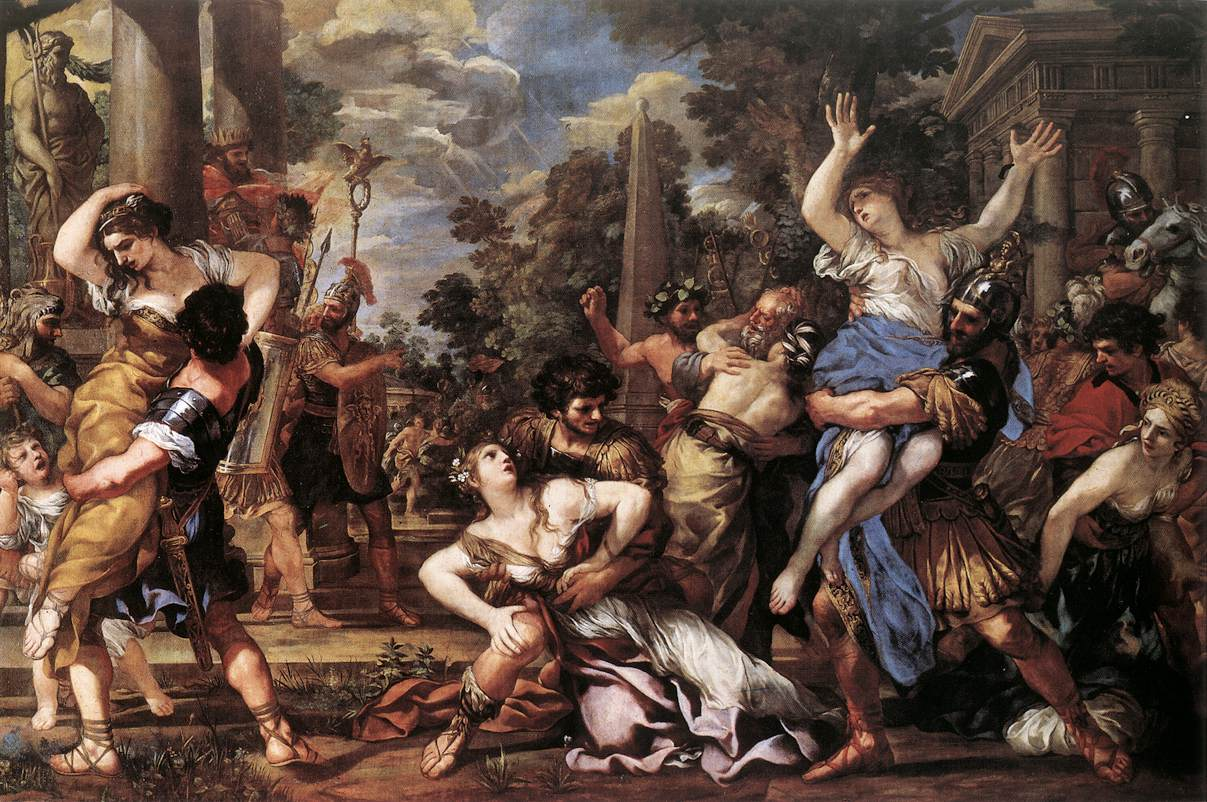
Rapto das Sabinas
Por Pietro de Cortona, ca. 1627-1629
Museus Capitolinos, Roma

Rômulo (português brasileiro) ou Rómulo (português europeu) e Remo são, segundo a mitologia romana, dois irmãos gêmeos, um dos quais, Rômulo, foi o fundador da cidade de Roma e seu primeiro rei. Segundo a lenda, eram filhos de Marte e de Reia Sílvia, descendente de Eneias. A data de fundação de Roma é indicada, por tradição, em 21 de abril de 753 a.C. (também chamado de "Natal de Roma" e dia das festas de Pales).

## Tradição
A primeira menção a Remo ocorre em uma das vertentes do mito de Eneias, onde este tinha um filho de nome "Rhomylocos", que, por conseguinte, era pai do fundador de Roma, "Rhomus". Os primeiros relatos escritos acerca de Remo provêm de autores gregos, especialmente de Helânico de Mitilene (século V a.C.) e Quinto Fábio Pictor, que inspiraram o relato de autores clássicos como Tito Lívio, Plutarco e Dionísio de Halicarnasso. Estes autores forneceram uma ampla base literária para o estudo da mitografia da fundação de Roma. Eles têm muito em comum, mas cada um é seletivo, segundo a sua finalidade. O relato de Tito Lívio é um digno manual, justificando a finalidade e a moralidade das tradições romanas para seus próprios tempos. Ele usa pelos menos uma fonte compartilhada por Dionísio e Plutarco, mas esses últimos, sendo etnicamente gregos, abordam os temas romanos como forasteiros interessados e incluem tradições de fundadores não rastreáveis a uma fonte comum - provavelmente tradições específicas de determinadas regiões, classes sociais ou tradições orais. Um texto sobrevivente do período imperial tardio, Origo gentis Romanae ('A origem do povo romano') é dedicado às variantes, muitas vezes contraditórias, do mito da fundação de Roma.
Tanto a loba como o pica-pau, animais sagrados relacionados ao mito dos gêmeos, assim como o estupro sofrido por Reia Sílvia são características dos relatos mais antigos, como, por exemplo, uma das passagens do Antigo Testamento (Êxodo 2:1-10).

## Lenda
Na Eneida de Virgílio e na Ab Urbe condita libri de Tito Lívio, Eneias, filho da deusa Vênus foge de Troia com seu pai Anquises, seu filho Ascânio e os sobreviventes da cidade. Com este realiza diversas peregrinações que o levam, por fim, ao Lácio, na península Itálica. Lá ele é recebido pelo rei local Latino, que oferece a mão de sua filha, Lavínia. Isso provoca a fúria do rei dos rútulos, Turno, um poderoso monarca itálico que se havia interessado por ela. Uma terrível guerra entre as populações da península eclode, e, como resultado, Turno é morto. Eneias, agora casado, funda a cidade de Lavínio em homenagem a sua esposa. Seu filho, Ascânio governa na cidade por trinta anos até que resolve se mudar e fundar sua própria cidade, Alba Longa.
Cerca de 400 anos depois, o filho e legítimo herdeiro do décimo-segundo rei de Alba Longa, Numitor, é deposto por um estratagema de seu irmão Amúlio. Para garantir o trono, Amúlio assassina os descendentes varões de Numitor e obriga sua sobrinha, Reia Sílvia, a tornar-se vestal (sacerdotisa virgem, consagrada à deusa Vesta). No entanto, Reia Sílvia engravida do deus Marte, gerando os gêmeos Rômulo e Remo. Como punição, Amúlio prende Reia Sílvia em um calabouço e manda jogar seus filhos no Tibre. Miraculosamente, o cesto onde estavam as crianças acaba atolando em uma das margens do rio no sopé dos montes Palatino e Capitolino, em uma região conhecida como Germalo, onde são encontrados por uma loba, que os amamenta. Próximo às crianças estava um pica-pau, ave sagrada para os latinos e para o deus Marte, que o protege. Tempos depois, Fáustulo, um pastor de ovelhas, encontra os meninos próximo ao pé da Figueira Ruminal (Ficus Ruminalis), na entrada de uma caverna chamada Lupercal. Ele os recolhe e leva-os para sua casa, onde são criados por sua mulher Aca Larência.
Rômulo e Remo crescem junto com os pastores da região, praticando caça, corrida e exercícios físicos. Também saqueavam as caravanas que passavam pela região. Em um dos assaltos, Remo é capturado e levado a Alba Longa. Fáustulo, então, revela a Rômulo a história de sua origem. Este parte para a cidade de seus antepassados, liberta seu irmão, mata Amúlio, devolve a Numitor o trono e todas as honrarias que lhe eram devidas. Percebendo que não teriam futuro na cidade, os gêmeos decidem partir junto com todos os indesejáveis, para fundarem uma nova cidade, no local onde haviam sido abandonados. Rômulo queria chamá-la Roma e edificá-la no Palatino, enquanto Remo desejava nomeá-la Remora e fundá-la sobre o Aventino. Como forma de decidir foi estabelecido que se deveria indicar, através dos auspícios, quem seria escolhido para dar o nome à nova cidade e reinar depois da fundação. Isso gerou divergência entre os espectadores e uma acirrada discussão entre os irmãos, que terminou com a morte de Remo.
Uma versão alternativa afirma que, para surpreender o Rômulo, Remo teria escalado o recém-construído pomério quadrangular da cidade, após o que, tomado pela fúria, Rômulo teria assassinado o irmão. Segundo a tradição, Remo foi sepultado em uma região ao sul do Aventino, conhecida como Remoria, sendo  também comemorada em 9 de maio a festa chamada Remúria (ou Lemúria), em sua homenagem.
Rômulo reinou sobre Roma por 38 anos, tendo sido o Rapto das Sabinas um dos fatos mais importantes de seu reinado. Rômulo faleceu em 11 de julho de 716 a.C., durante uma tempestade provocada pelo deus Marte, quando foi tragado para o firmamento e transformado no deus romano Quirino.
Em uma outra versão Rômulo é assassinado por ordem do senado romano.

## Caverna Lupercal
Em novembro de 2007, arqueólogos italianos anunciaram que tinham descoberto a caverna em que os romanos celebravam a festa da Lupercália e onde, segundo a lenda, Rômulo e Remo supostamente viveram. O especialista Andrea Carandini disse que isto é um dos maiores achados arqueológicos já feitos. A identificação da caverna não foi unânime. No entanto, arqueólogos como Fausto Zevi consideram que é na verdade, uma dependência do palácio imperial.

## Cronologia
Existe muita divergência, tanto entre autores antigos quanto modernos, sobre as datas em que ocorreram os principais eventos na vida de Rômulo e Remo. O quadro abaixo é uma síntese das datas propostas por diferentes autores.
| Autor                                  | Concepção                                                   | Nascimento                                 | Fundação de Roma                                                      | Morte de Rômulo                 |
| -------------------------------------- | ----------------------------------------------------------- | ------------------------------------------ | --------------------------------------------------------------------- | ------------------------------- |
| Cefalão de Gergis                      |                                                             |                                            | Na segunda geração após a Guerra de Troia, por Romus, filho de Eneias |                                 |
| Timeu da Sicília                       |                                                             |                                            | 38o ano antes da primeira olimpíada (814 a.C.)                        |                                 |
| Diodoro Sículo                         |                                                             |                                            | 751 a.C.                                                              |                                 |
| Pórcio Catão                           |                                                             |                                            | 752 a.C.                                                              |                                 |
| Dionísio de Halicarnasso               |                                                             |                                            | Durante a sétima olimpíada (752−749 a.C.)                             |                                 |
| Quinto Fábio Pictor                    |                                                             |                                            | 748 a.C.                                                              |                                 |
| Lúcio Cínto (senador)                  |                                                             |                                            | 729 a.C.                                                              |                                 |
| Eusébio de Cesareia                    |                                                             | Durante a segunda olimpíada (772−769 a.C.) | Durante a sétima olimpíada (752−749 a.C.)                             |                                 |
| Tarúcio, astrólogo a serviço de Varrão | dia 23 do mês Choeac de 772 a.C. (durante um eclipse solar) | dia 21 do mês Tote de 771 a.C.             | dia 9 do mês Farmuti                                                  |                                 |
| Plutarco                               |                                                             |                                            | 13 de abril de 754 a.C. (durante um eclipse solar)                    | 5 de julho, após reinar 37 anos |
| Jerônimo                               |                                                             | 773 a.C.                                   | 21 de abril de 755 a.C.                                               | 716 a.C.                        |